# Lyte as a Rock
Lyte as a Rock es el primer álbum en solitario de la rapera estadounidense MC Lyte, lanzado el 6 de septiembre de 1988 por First Priority Music y Atlantic Records. También  es el primer LP publicado por una rapera solista.
Tuvo menos éxito comercial que trabajos posteriores de Lyte, alcanzando únicamente el puesto #50 en la lista R&B/Hip-Hop Albums. Sin embargo, el sencillo Paper Thin llegó al #1 en la lista de rap del Billboard Hot 100.
Desde el momento de su publicación este álbum fue muy aclamado por la crítica especializada. También es considerado por publicaciones especializadas como The Source y NME como uno de los mejores y más importantes discos de la historia del género.

## Descripción
En 1987, gracias a su canción "I Cram To Understand U", la cual a partir de un crudo relato de una relación sentimental trataba de advertir sobre la adicción al crack, Lyte consigue firmar con una discográfica independiente llamada First Priority Records, la cual tenía un contrato de distribución con Atlantic Records. Aquella canción, según la propia Lyte, la escribió cuando tenía 12 años.

"Mi madre solía trabajar en el Hospital General del Norte en Harlem. Cada vez que iba, había una gran cantidad de adictos a la heroína y al crack, tenía que entrar en contacto con ellos (...) Nunca desearía eso para mí o para cualquier otra persona joven que conociera, así que sentí la responsabilidad de informar a las personas sobre las drogas para que pudieran evitarlas a toda costa.

En septiembre de 1988, después de haber colaborado con la cantante irlandesa Sinéad O'Connor, publica Lyte as a Rock. La producción de la mayoría de las canciones estaba a cargo de los integrantes del grupo de rap Audio Two, Milk Dee y Gizmo, quieres también eran muy cercanos a Lyte desde su infancia.
Además del ya mencionado "I Cram To Understand U", el álbum contenía trabajos como el sencillo promocional "Paper Thin" (que alcanzó el puesto #1 en la lista de Rap del Billboard Hot 100 y el #35 en el Hot R&B/Hip-Hop Songs), la canción que da nombre al disco (producida por el mítico Prince Paul) y un Diss-track
a una rapera llamada Antoniette, "10% Dis".

## Recepción crítica
Desde el momento de su publicación fue muy bien recibido por la crítica especializada. En una revisión de AllMusic, el crítico Rob Theakston considera al disco "un clásico que ha envejecido mejor que la mayoría de los discos que salieron durante los años formativos del hip-hop". Además considera que contiene "melodías clásicas y un potente impacto histórico que ha marcado a una generación de mujeres raperas".
Aunque quién se sintió menos entusiasmado con el disco es Robert Christgau de The Village Voice, quien si bien elogia la habilidad para rapear de Lyte, considera que no es suficiente cómo para compensar una limitada producción minimalista.
En 1998 "Lyte as a Rock" es incluido por The Source en la lista de "Los 100 mejores álbumes de rap de todos los tiempos" y en 2013 es calificado por NME como uno de los "25 álbumes que cambiaron el hip-hop para siempre".

## Lista de canciones
| N.º | Título                         | Producción    | Duración |  |
| 1.  | «Lyte vs. Vanna Whyte»         | Alliance      | 2:47     |  |
| 2.  | «Lyte as a Rock»               | Audio Two     | 4:17     |  |
| 3.  | «I am Woman»                   | King of Chill | 2:45     |  |
| 4.  | «Mc Lyte Likes Swingin'»       | Prince Paul   | 3:17     |  |
| 5.  | «10% Dis»                      | Audio Two     | 5:00     |  |
| 6.  | «Paper Thin»                   | King of Chill | 5:14     |  |
| 7.  | «Lyte thee MC»                 | Alliance      | 4:13     |  |
| 8.  | «I Cram to Understand U (Sam)» | Audio Two     | 4:39     |  |
| 9.  | «Kickin' 4 Brooklyn»           | Audio Two     | 2:20     |  |
| 10. | «Don't Cry, Big Girls»         | Audio Two     | 3:57     |  |

## Listas y certificaciones
| Lista (1988)                            | Posición |
| --------------------------------------- | -------- |
| Estados Unidos (Top R&B/Hip-Hop Albums) | 50       |